# 유기공포
유기공포 혹은 유기불안, 버림받을 것에 대한 두려움, 정서적 유기(fear of abandonment, emotional abandonment)는 타인들이 자신을 싫어하고 있거나 홀로 남겨졌다거나 불안정하거나 버림받은 듯한 느낌을 갖는 사람의 주관적 감정 상태를 말한다. 유기공포를 겪고 있는 사람은 상실한 느낌을 받으며, 생명원(生命源, source of sustenance)이 갑자기 혹은 서서히 사라지다 단절되었다는 느낌을 받는다.
고전적인 유기 시나리오에서는 정서 유대 단절이 일방적이어서, 개인의 애착대상은 연결을 끊으려는 사람이 된다. 유기공포의 중요 구성요소로서 거절당함을 느끼면, 뇌의 통각수용체(pain center)를 활성화하며 뇌의 경보체계에 정서적 각인(emotional imprinting)을 남길 수 있다는 측면에서 생물학적인 영향이 있다.

## 원인
일반적으로 말하면, 현재 관계 속에서 유기공포를 느낀다면 다음과 같은 과거의 정서적 신체적 유기 경험이 원인이 된다.
- 어렸을 때, 부모나 양육자의 죽음 혹은 방치를 경험하였다.
- 부모의 무시를 경험한 적이 있다.
- 또래들에게 거절당한 적이 있다.
- 연인이나 배우자의 장기 투병을 경험한 적이 있다.
- 연인이 갑자기 떠나거나 신뢰하지 못하는 방식으로 행동한 적이 있다.[2]

### 생애 초기 부모와의 부정적인 관계
성인초기 남녀 380명을 대상으로 실시한 국내 연구에 의하면, 부모와의 부정적 초기 대상관계는 개인의 분리-개별화(separation-individuation) 과정을 저해하여 관계에서 버려질 것이 예상되는 유기불안을 형성하게 하며, 이렇게 분리-개별화에 실패한 이들은 유기불안으로 인하여 이후의 관계에 있어서 집착하고 유기불안으로 인하여 부정적인 관계를 계속 유지하려 하는 관계중독(relationship addictions) 성향을 보였다. 다시 말해, 생애 초기 부모와의 역기능적 혹은 부정적인 관계 경험은 개인으로 하여금 부모로부터 건강한 분리와 성장을 저해하여 부모로부터 버림받는다는 유기불안을 형성하고, 나아가 사회 관계에서도 유기불안을 느껴서, 관계에 집착하게 되거나 상대로부터의 거부나 박탈을 끊임없이 경험하는 관계도 버리지 못한다는 것이다. 또한, 관계중독에 있어서 아버지와의 부정적 초기 대상관계는 영향을 주지 않지만, 어머니와의 부정적 초기 대상관계는 직접적인 영향을 준다.

### 부모의 이혼
부모의 이혼은 자녀에게 유기공포를 일으키는 심리사회적 스트레스로서, 부모의 이혼으로부터 자녀가 느끼게 되는 유기공포와 상실은 자녀에게 불안과 우울을 경험하게 한다. 부모의 이혼에 대한 자녀의 지각과 적응문제의 관계에 대한 쿠르덱(Kurdek)과 버그(Berg)의 1987년 연구에서, 자녀들은 이혼에 대하여 자기 비난, 어머니 비난, 아버지 비난, 또래의 조롱 및 회피, 재결합 희망, 그리고 유기공포 6가지를 지각한다고 하였다. 부모가 이혼한 중학생들을 대상으로 수행한 국내 연구에 따르면, 유기공포의 수준은 편부가정 자녀들에게서 높았으며, 여학생이 남학생보다 우울과 불안 수준이 높다.

## 영향

### 관계적 영향
유기공포를 겪고 있는 사람은 우울증상, 관계 회피, 관계 의존 등 부적응적 사고와 행동을 경험한다. 이들은 일상생활에서 특히 상호관계와 사회적 상황에서 어려움을 겪게 하는 요인이 된다. 이러한 어려움은 타인과 친밀하고 의미있는 관계를 형성하고 유지하는 능력에 지장을 준다. 유기공포의 하위요인(subfactor)인 유기감, 거절/거부하기, 의존/매달리기 등은 대인관계의 하위요인인 통제지배, 냉담, 비주장성, 자기희생, 자기중심성, 사회적억제, 과순응성, 과관여 등과 관련이 있으며, 상실과 버려짐에 대한 걱정이 대인관계에서의 갈등과도 연관된다.

- 유기감 하부요인은 통제와 과관여에 연관되어 있다. 유기감이 높으면 혼자 있기 힘들어하고 부적절한 자기노출을 통하여 관심받으려 하거나, 타인을 통제•조종•공격•과관여하려 하며, 친구들과의 친밀감 경험에 어려움을 준다. 이는 상실과 버림받을 것으로 예상되는 상황에서, 타인에 대한 과관여 등으로 상황을 통제하여 안정감을 회복하려는 것이다.[8]
- 거절/거부하기 하위요인은 타인과의 거리두기, 자기중심적 사고, 회피 반응과 연관되어 있다. 거절/거부하기가 높은 수준을 보이면 표현이 서툴고, 거리를 두려하며, 타인이 자신에게 요구하거나 의지하는 것을 힘들어 하며, 갈등 상황에서 타인을 용서하거나 지지하기 힘들어한다. 이는 상실과 버림받을 것으로 예상되는 상황을 미리 차단하고 억압하여 자신을 보호하려는 것이다.[9]
- 의존/매달리기 하위요인은 비주장성, 자기희생, 과순응성과 연관되어 있다. 의존/매달리기가 높은 수준을 보이면, 분리불안이나 거부에 대한 민감성이 높아, 독립성이 낮고 타인을 지나치게 추종하고 자기주장 및 의사표현이 어려워서, 타인의 의견에 순응하고 과도하게 타인을 배려하거나 순종하며, 쉽게 설득당하거나 이용당한다. 또한 관계 문제에서 자책하는 경향이 있고 타인의 욕구에 과도하게 민감하게 반응하거나 책임지려 한다. 이는 상실과 버림받을 것으로 예상되는 상황에서 자기 수정과 노력으로 상대의 사랑을 얻으려는 것이다.[10]

### 병리적 영향
부적응적(maladaptive) 사고와 행동은 경계선성격장애(borderline personality disorder), 반사회성성격장애(antisocial personality disorder), 우울(depression), 불안장애(anxiety disorder) 등과 같은 심리적 장애가 있는 상황에서 나타나기도 하지만, 유기공포를 겪는 사람 모두가 이러한 심리적 장애에 해당하는 것은 아니다. 다만 유기공포가 높은 수준을 보일수록, 행동화(acting out), 투사(projection), 분열(splitting) 등과 같은 미성숙한 방어기제를 사용하는 빈도가 높을수록, 유기감을 더 많이 경험하고 거절/거부하기 대상관계 패턴이 강할수록, 경계선적 성격특성이 분명해진다. 이런 사람들은 감정적인 어려움이 나타남에도 불구하고 정상 범위 안에서 사회적 기능을 잘 수행한다. 유기공포의 감정만으로는 심리적 장애에 대한 진단을 받기 힘들다. 유기공포는 개인의 정신건강 상태에 관하여 결론을 내리기에 앞서, 모든 이용가능한 정보와 진단 기준을 가지고서 정신건강 관련 전문가가 진단해야만 한다.

## 징후
아래 사항들은 유기공포를 가지고 있는 이들이 보이는 흔한 징후이다.
- 친하지 않은 파트너나 관계에까지 빨리 밀착한다.
- 관계에 완전히 전념하지 않고 장기간 지속되는 관계가 거의 없다.
- 너무 밀착되지 않고자 재빨리 관계를 뜰 수도 있다.
- 타인의 비위를 맞추려 하거나 기분 좋게 하려 한다. 일부 여성의 경우, 원치 않은 성관계를 하려는 성향이 높다.
- 한번 관계를 맺게 되면, 아무리 건전하지 못한 관계라도 떠나려 하지 않는다.
- 이따금 타인의 기분을 맞춰주기 힘들거나 흠을 잡기도 한다.
- 정서적 친밀감을 갖기 어렵다.
- 스스로 불안정하다거나 사랑받기 어렵다고 느낀다.
- 타인을 신뢰하지 못한다.
- 만나는 사람마다 질투한다.
- 분리불안이 강하다.
- 불안감과 우울감을 느끼는 경우가 흔하다.
- 생각이 지나치게 많고, 모든 것에 있어 숨겨진 의미를 찾아내려 한다.
- 비판에 과도하게 민감하다.
- 억눌린 분노가 있거나 분노 통제에 있어서 문제가 있다.
- 자책을 잘한다.

## 치료

### 심리치료
전문가의 판단으로 치료가 적절하다고 내려지는 경우, 유기공포를 느끼는 사람들에게 흔히 나타나는 부적응적 사고와 행동을 개진하는데 도움이 되는 치료플랜들이 있다.
- 인지행동치료(cognitive behavioral therapy, CBT)는 우울, 불안장애, 외상후스트레스장애(PTSD) 등을 치료하는데 효과적이다.[13]
- 정서중심치료(혹은 정서초점치료, emotion focused therapy, EFT)는 우울 치료에 효과적이다.[14]
- 변증법적 행동치료(dialectical behavior therapy, DBT)는 경계선성격장애 환자에게 흔히 보이는 부정적인 정서성(emotionality)과 강렬한 행동을 치료하는데 효과적이다.[15]
- 수용전념치료(acceptance and commitment therapy, ACT)는 환자가 고통스러운 감정이나 기억을 회피하는 것에 주목하여, 고통스러운 감정이나 기억을 떠올리게 하는 순간에 머물러서, 불편하거나 고통스러운 생각과 느낌을 그대로 수용하는데 초점을 맞추는 사고과정을 구축하도록 설계되었다. 부적응적 사고인식을 적응적 사고인식으로 재구성하고, 행동을 목표나 가치관에 맞추는 것이 수용전념치료의 핵심이다.

진단상의 결론에 도달하는 과정처럼, 모든 치료와 처치 방식은 개인의 진술에 기반해야 하며, 치료 시작 전에는 반드시 전문가가 감정해야 한다.

### 일상적인 조처
유기공포 증상이 가볍고 통제가 잘 되면 공포가 있다는 사실을 알고서 새로운 행동전략(behavior strategies)을 배우는 것만으로도 치유될 수 있다. 그러나 대부분은 이것만으로는 쉽게 해결되지 않는 뿌리깊은 문제를 안고 있다. 유기공포를 극복하고 사고와 행동을 바꾸는데 필요한 자신감을 얻는데는 전문가의 도움이 필요하기도 하다. 유기공포 자체만을 치유하는 것도 중요하지만 소속감(feeling of belonging)을 갖는 것도 필요하다. 한 파트너에게만 에너지를 쏟고 헌신하기 보다는, 공동체를 형성하는 것이 중요하다. 한 개인이 문제를 전부 해결하거나 욕구를 전부 충족시킬 수는 없지만, 친한 친구로 구성된 단단한 그룹은 중요한 역할을 할 수 있다. 유기공포를 갖고 있는 사람들은 자라는 동안 소속된 집단이나 모임이 없었다고 말한다. 이들은 자신이 남들과는 다르다거나 주변과 단절되었다고 느껴왔다. 때문에 이들은 자기와 생각이 맞는 사람들을 주변에 두는 것이 중요하다. 이들은 현재 가지고 있는 취미, 열정, 꿈을 리스트로 정리해보고, 자기와 관심사가 같은 사람을 찾는 것이 중요하다. 관심사가 같다고 해서 모두 다 친한 친구가 되지는 못하지만, 취미와 꿈은 단단한 지지 네트워크를 형성하는데 있어 아주 좋은 디딤돌이 된다. 열정에 힘을 쏟음으로써, 삶에 어떤 고난이 닥쳐와도 이겨낼 수 있다는 힘을 키워줄 자신감과 믿음을 형성할 수 있다.
유기공포 당사자는 스스로를 몰아붙이거나 가혹하게 대해서는 안된다. 그리고 좋은 친구나 파트너가 될 수 있는 자기만의 긍정적인 자질을 떠올려 보도록 한다.
타인에게 유기공포가 있다는 것을 얘기할 경우, 현재 유기공포를 가지고 있다는 점과 함께, 유기공포가 어떻게 생겼는지 말한다. 그러나 명심할 것은 이를 통해 당사자가 타인들에게 무엇을 기대하는지도 알아야 한다는 것이다. 당사자는 자신이 살아온 인생 내력을 설명해주되, 절대로 타인들에게 당사자의 유기공포를 고쳐줘야 한다는 부담을 갖게 해서는 안된다. 타인들로부터 그 이상을 기대해서는 안 된다.
친구관계를 계속 유지하고 지지 네트워크를 구축해 두어야 한다. 강력한 친구관계는 자기가치감과 소속감을 증폭시킨다. 만약 잘 안 될 경우, 전문치료자를 찾는 것도 필요하다.
주변에 유기공포 당사자가 있는 경우 다음과 같은 조처를 취할 수 있다.
- 대화를 하여 당사자가 유기공포에 대하여 말할 수 있도록 하되 강요하진 않는다.
- 이해가 되든 안 되든, 당사자는 유기공포가 있음을 인지한다.
- 당사자를 버리지 않을 거라고 확신시켜준다.
- 당사자에게 도움을 줄 수 있다고 물어본다.
- 심리치료를 제안하되 강요하진 않는다. 만약 당사자가 조처를 취하고자 한다면 전문치료자를 찾아주겠다고 도움을 제시한다.[18]

## 분리불안
분리불안(Separation anxiety)은 유기공포의 한 기질(基質, substrate)로서, 고통과 기능장애(dysfunction)를 유발하는 주요인으로 인식되고 있다. 일차적 애착(primary attachment)에서 위협이나 단절을 경험하면, 분리 스트레스(separation stress)나 분리 불안으로 불리는 공포 반응(fear response)을 촉발한다. 분리 스트레스는 심리학적 신경생물학적 분야에서 광범위하고 다뤄져온 주제이다. 또한 동물들에게서 분리에 대한 반응이 보편적으로 보인다. 실험용 쥐의 새끼들이 일정 기간동안 엄마로부터 분리되면, 연구자들은 새끼들의 고통 발성과 스트레스 호르몬을 측정하여 분리 반응에 대한 다양한 조건들을 규명한다. 쥐들이 자라면, 이후의 반응 행동(reactive behavior)과 스트레스 호르몬이 재측정되는데, 이 경우 유년 초기 분리 트라우마를 겪었던 인간에게 보이는 우울, 불안, 회피행동, 자기 패배적 자세(self defeated posturing)와 상당히 유사한 결과를 보이게 된다.
인체 기능(human functioning)의 신피질(neocortical) 관련 요소로 인하여, 인간은 원초관계(primary relationship)를 상실하면, 이로 인한 타격이 있을 것이라 감지하여, 미래에 대한 불확실성 혹은 심연에서 빠져나올 수 없는 듯한 공포를 느끼게 되어, 분리 스트레스가 한층 더 부가된다. 관계를 버린다는 것은 의무, 충성, 책임감에서 우러나온 지지나 도움일지라도 이들을 철회(withdraw)하는 것을 말한다. 버린다는 것(desert)은 곤경에 처한 친구를 버린다는 것(abandon)이다. 상실이 타자의 자발적인 철회에 의한 것이라면, 사랑받을 가치가 없는 것으로 느끼는 것이 흔한 반응이다. 이는 상대의 거절을 자기자신에게 탓하는 사람들에게서 흔히 보이는 경향이다. "나는 사랑받을 자격이 없나?" "나는 외롭게 늙어 죽을 팔자인가?" "나는 사람들과의 연결이나 보살핌과는 거리가 먼 사람인가?"라는 식의 질문을 스스로에게 던지게 된다. 자신이 누군가의 단짝(mate)으로 적합한지 의문을 품고 평생을 외롭게 살 것이라고 두려워하는 것은 유기될 것이라고 예측(유기 시나리오 abandonment scenario)함으로써 추가적으로 발생하는 불안 속에 처해 있다. 자기비하(self devaluation)와 원초적 공포(primal fear)가 동시에 일어난다는 점은, 유기로 인한 슬픔이 사별로 인한 슬픔과는 다르다는 것을 보여준다.

## 심리적 트라우마
유기 슬픔으로 인한 우울은 정서적 외상(emotional trauma)을 구성하는 지속적인 스트레스 유형을 만들어 낸다. 정서적 외상은 개인의 정신생리학적 기능에 대한 감정적 각인(emotional imprint)을 남길 정도로 심각할 수 있으며, 이후 거절, 상실, 단절에 대한 선택과 반응에 대하여 영향을 끼친다. 트라우마가 발생하는 사건에 대한 기여요인은 버려졌다는 것(being left)이 원초적 유기공포(primal abandonment fear)라고도 하는 원초적 분리공포(primal separation fear)를 촉발하는데, 이 공포는 필수 욕구들을 돌봐줄 사람이 없어진 채 버려졌다는 것에 대한 두려움이다. 사람의 첫 불안은 엄마로부터의 분리에 대한 반응이다. 이 감각은 편도체(amygdala)에 저장된다. 편도체는 두뇌의 감정기억체계(emotional memeory system) 깊이 저장되어 있어, 공포에 대한 투쟁/경직/도피 반응(fight/freeze/flight response)을 조정하는 역할을 맡고 있다. 원초적 공포(primal fear)는 출산외상(birth trauma)으로부터 시작될 수 있으며, 심지어는 출산 이전 태아였을 때의 사건과도 연관되어 있다. 감정기억체계는 출산 이전과 출산 당시에는 멀쩡하며, 감각의 추적과 영아의 분리경험에 대한 느낌을 저장한다. 이 원초적 감정은 이후에 어떤 사건들, 특히 생명원으로부터 원치 않거나 갑작스러운 분리가 발생한 당시를 상기시키는 사건을 통해 다시 지각된다.
성인기의 경우, 버려진다는 것은 공포와 공황의 느낌을 유발하는 원초적 감각들을 따라 원초적 공포를 불러일으킨다. 영아였을 때 보였던 욕구와 떼쓰기(urgencies) 행동이 나타나고, 일시적 혹은 그 이상으로 상실 대상(lost object) 없이 살아갈 수 없다는 감정을 느끼게 되는 공생적 퇴행(symbiotic regression)을 유발할 수 있다. 무기력이 주는 스트레스를 강렬하게 경험할 수 있다. 사랑하는 사람을 강제로 돌아오게끔 계속 시도해도 실패하게 되면, 이들은 무기력함을 느끼고 삶을 해쳐나갈 자신감을 잃게 된다. 이러한 무기력함은 사람으로 하여금 모종의 감정에 사로잡히게 하는데, 이 감정에 대하여 마이클 발린트(Michael Balint)는 '자신에게 무관심한 사람을 자기와 함께 하는 파트너로 끌어들이는데 필요한 정복작업을 수행할 수 있는 능력의 한계(a limited capacity to perform the work of conquest – the work necessary to transform an indifferent object into a participating partner)'라고 하였다. 발린트는, 이러한 능력의 한계를 느끼면 일차적 관계(primary relationship)에서 정서적반응(emotional response)이 격앙되기 쉽게 하는 단층선(fault line)을 정신세계(psyche) 안에 형성하게 함으로써 트라우마를 입힌다고 하였다.
또다른 기여요인으로는 배경대상(background object)을 상실한 것에 대한 스트레스이다. 배경대상이란, 부재하기 전까지는 자신이 의지하고 있었다고 깨닫지 못할 정도로 의지해온 대상을 말한다. 예를 들어, 이러한 관계는 상호조절체계(mutual regulatory system)로 작용한다. 복수의 정신생물학적 체계는 한 개인의 균형을 유지하는데 도움이 된다. 커플 각각은 서로에게 있어 외부에 존재하는 조절자에 해당한다. 이들은 많은 수준에서 조정이 된다. 이들의 동공은 동시에 확장되고, 서로의 발성 패턴이나 동작, 심지어 심전도와 뇌전도 리듬마저 닮아간다. 커플 각각은 서로에게 상호바이오피드백체계(mutual bio-feedback system)와 같이 기능하여, 서로의 바이오리듬을 자극하고 조절하며, 서로의 페로몬에 반응하는 한편, 관계로 유발되는 내생적 아편제(endogenous opiate)에 서서히 빠지게 된다. 그러나 관계가 끝나면, 조절해주던 많은 과정들은 혼란에 빠진다. 감정적 생물학적 생리학적 효과가 축적되면서, 유대로부터 빠져나오기로 결심한 것은 그 사람이 아니라 사랑하는 사람이었다는 사실을 알게 되면서 과정이 스트레스를 격하게 유발한다. 이러한 사실을 알게 되면, 단절에 대한 강렬한 정서적반응을 나약함의 증거이자, 발린트가 말한 '정복작업을 수행할 수 있는 능력의 한계'라고 추정하여 해석한다.

### 외상후스트레스장애
유기로 인한 외상스트레스를 경험하는 사람들 중 일부는 외상후증상(post trauma symptom)으로까지 이어진다. 유기와 관련된 외상후증상은, 자아감 혹은 타인과의 연결에 있어서 위협이나 혼란을 지각하게 되어, 이에 대한 가벼운 혹은 심각한 수준으로 격앙된 정서적반응을 보이거나 방어 기제가 습관화되어 나타나는데, 이러한 방어기제는 대체로 부적응적인 것으로 변질된다.
초기 정서적외상이 외상후스트레스장애 진단을 받는 단계까지 진전되는 것을 결정하는 심리-생물학적 혹은 환경적 요인들이 있다. 한 요인은 뇌구조 변화와 관련되어 있다. 제롬 케이건(Jerome Kagan)에 따르면 몇몇 사람들은 뇌에 청반(靑斑, locus coeruleus)을 가지고 태어나는데, 청반은 신체의 자기방어반응을 일으키는 뇌내 화학물질인 노르에피네프린(norepinephrine)을 고농도로 분비하게 된다. 이는 유년기 분리와 공포를 상기시키는 스트레스를 받을 때, 흥분하는 역치(閾値, threshold)를 낮추고 불안해지기 쉽게 한다. 이로 인해 이들은 외상후스트레스장애를 비교적 쉽게 겪는다.

### 경계선성격장애
가장 뚜렷한 경계선성격장애(borderline personality disorder) 증상은 거절이나 비판에 대한 민감도, 그리고 유기될 지도 모른다고 예상함으로써 발생하는 강렬한 공포이다. 경계선성격장애는 전반적으로 타인과의 관계에 있어 비정상적으로 강렬한 민감도, 감정조절의 어려움, 자아상과 충동성에서의 문제를 보인다. 새로운 이성관계(dating relationship)가 형성되면, 관계가 오래되었을 때에도 유기되는 상황이 오지 않는 방향으로 관계를 발전시키기에, 유기공포가 이성관계 속에서 병존하게 된다. 기타 증상으로는 개인의 정체성, 도덕, 가치관에 확신을 느끼지 못하는 것, 스트레스로 인한 피해망상적 사고(paranoid thoughts), 이인증(離人症, depersonalization)이 있으며, 심각한 경우 스트레스로 인한 현실과의 단절이나 정신병적 에피소드(psychotic episodes)가 발생하기도 한다.

### 고독공포증
고독공포증(Autophobia)은 혼자 있는 상황에 대한 특정 공포증(specific phobia of isolation)으로, 자기 중심적으로 행동하는 것에 대한 병적인 두려움, 혹은 혼자 있거나 고립되는 것에 대한 두려움이다. 환자는 반드시 혼자 있어야 하는 상황이 아님에도, 자신은 무시되거나 사랑받지 못하는 사람이라고 믿는다.

## 같이 보기
- 결혼공포
- 경계선 성격장애
- 고독공포증
- 밀착
- 부모화
- 분리불안장애
- 외상후스트레스장애
- 착한아이 콤플렉스
- 친밀감에 대한 공포
- 친밀 관계

### 인물
- 마이클 발린트